# Тремонт (Іллінойс)
Тремонт (англ. Tremont) — селище (англ. village) в США, в окрузі Тазвелл штату Іллінойс. Населення — 2277 осіб (2020).

## Географія
Тремонт розташований за координатами 40°31′29″ пн. ш. 89°29′26″ зх. д. / 40.52472° пн. ш. 89.49056° зх. д. (40.524851, -89.490608).  За даними Бюро перепису населення США в 2010 році селище мало площу 2,44 км², уся площа — суходіл.

## Демографія
Згідно з переписом 2010 року, у селищі мешкало 2236 осіб у 897 домогосподарствах у складі 629 родин. Густота населення становила 915 осіб/км².  Було 942 помешкання (385/км²).
Расовий склад населення:
| - 97,4 % — білих - 0,7 % — чорних або афроамериканців - 0,4 % — азіатів - 0,1 % — корінних американців |

До двох чи більше рас належало 0,9 %. Частка іспаномовних становила 1,7 % від усіх жителів.
За віковим діапазоном населення розподілялося таким чином: 26,7 % — особи молодші 18 років, 57,3 % — особи у віці 18—64 років, 16,0 % — особи у віці 65 років та старші. Медіана віку мешканця становила 38,1 року. На 100 осіб жіночої статі у селищі припадало 91,3 чоловіків;  на 100 жінок у віці від 18 років та старших — 88,7 чоловіків також старших 18 років.
Середній дохід на одне домашнє господарство  становив 67 361 долар США (медіана — 52 647), а середній дохід на одну сім'ю — 82 923 долари (медіана — 69 000). Медіана доходів становила 42 391 долар для чоловіків та 49 000 доларів для жінок. За межею бідності перебувало 7,4 % осіб, у тому числі 11,9 % дітей у віці до 18 років та 6,4 % осіб у віці 65 років та старших.
Цивільне працевлаштоване населення становило 1081 осіб. Основні галузі зайнятості: освіта, охорона здоров'я та соціальна допомога — 28,0 %, виробництво — 12,3 %, будівництво — 11,8 %.